# Podocoryne areolata
Podocoryne areolata är en nässeldjursart som först beskrevs av Joshua Alder 1862.  Podocoryne areolata ingår i släktet Podocoryne, och familjen Hydractiniidae. Arten är reproducerande i Sverige.